# Момбаса (султанат)
Момбаський султанат (1746 —1826 роки) — держава на узбережжі Суахілі в Східній Африці зі столицею в Момбасі, що утворилася внаслідок ослаблення султанату Оману і Маскату.

## Історія
У 1696 році Момбасу було захоплено в португальців й приєднано до султанату Маската. Тут керували намісники (лівалі). У 1720-х роках Маскат поринув у боротьбу за трон, внаслідок чого відбулося ослаблення держави. 1728 році португальці відновили владу, але вже 1729 року з посилення Маскату місто Момбаса була відвойована рабами.
Нове ослаблення Маската після 1742 року призвело до фактичної узурпації влади момбаським лівалі з роду Мазру'ї, що були місцевими спадковими шейхами. 1746 року лівалі Алі ібн Усман аль-Мазру'ї оголосив про свою незалежність та прийняв титул султана.
В подальшому султани Момбаси вдало маневрували між Маскатом, Португалією, Францією та Великою Британією. З посиленням Оману султан Сулейман ібн Алі аль-Мазру'ї звернувся по допомогу до Британської Ост-Індської компанії, що мала гарні стосунки з Маскатом. 1822 року Момбаським султанатом було втрачено острів Пембу та рештку Занзібарського архіпелагу. 1824 року султан Момбаси визнав британський протекторат. Втім це не завадило оманським військам 1826 року захопити Момбасу й ліквідувати султанат. Втім, повалений султан Сулейман продовжив боротьбу до 1837 року, коли зазнав остаточної поразки. Всі члени сім'ї Мазру'ї були відправлені в якості рабів до Оману.

## Територія
Охоплювала територію узбережжя сучасної Кенії та архіпелаг Занзібар.

## Султани
- Алі ібн Усман (1746—1755)
- Масуд ібн Наср (1755—1773)
- Абдалла ібн Мухаммед (1773—1782)
- Ахмад ібн Мухаммед (1782—1811)
- Абдалла ібн Ахмад (1812—1823)
- Сулайман ібн Алі (1823—1826)

## Економіка
Основу становила посередницька торгівля, насамперед слоновою кісткою та рабами. Було розвинено ремісництво й рибальство.